# Finncanopus
Il Finncanopus è un traghetto appartenente alla compagnia di navigazione finlandese Finnlines.

## Servizio
Varato il 30 dicembre 2022 nel cantiere navale cinese CMI Jinglin Weihai Shipyard di Weihai con il nome di Finncanopus e consegnato il 12 dicembre 2023 alla Finnlines, giunge per la prima volta a Naantali l'11 febbraio successivo.
Il 14 febbraio 2024 viene battezzato dalla madrina Katariina Nurmi. La sera stessa parte per un viaggio di prova per Långnäs, ma vengono riscontrati problemi nella chiusura del portellone di poppa, occupando la banchina e non permettendo l'ormeggio del Viking Glory. Nella notte il problema viene risolto ed il traghetto salpa per Stoccolma.

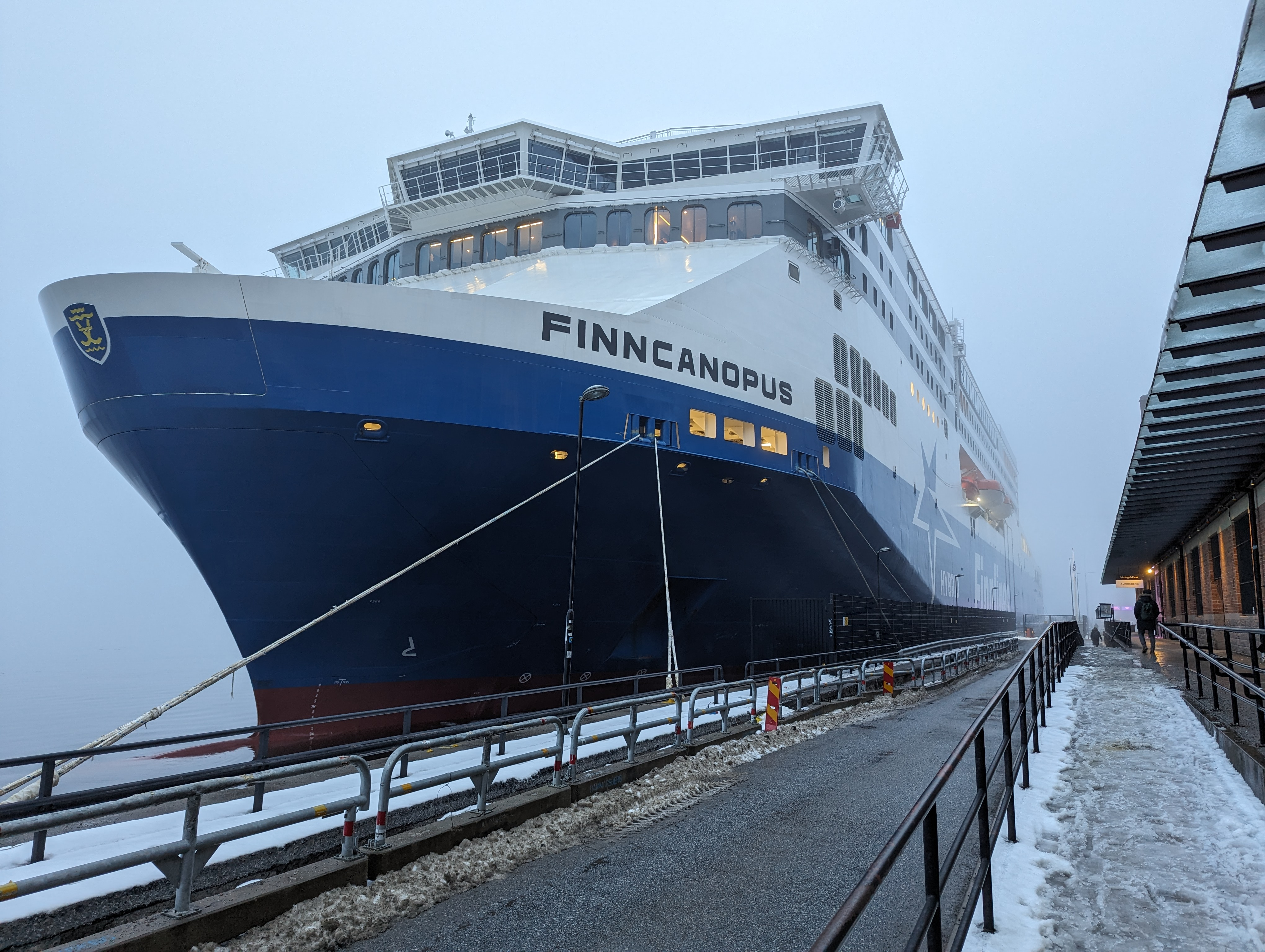
Il Finncanopus ormeggiato a Stoccolma nel 2024.

Dal 15 al 16 febbraio viene reso visitabile al pubblico nel porto di Stoccolma. Dalla sera del 16 febbraio presta servizio sulla Kappelskär-Långnäs-Naantali.

## Navi gemelle
- Finnsirius